# サミュエル・ビング

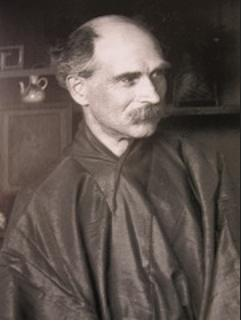
着物姿のビング。1899年。日本旅行から帰国したシャンバン財閥の御曹司ウーグ・クラフトがパリ郊外に建てた日本風の自邸「ミドリノサト」にて

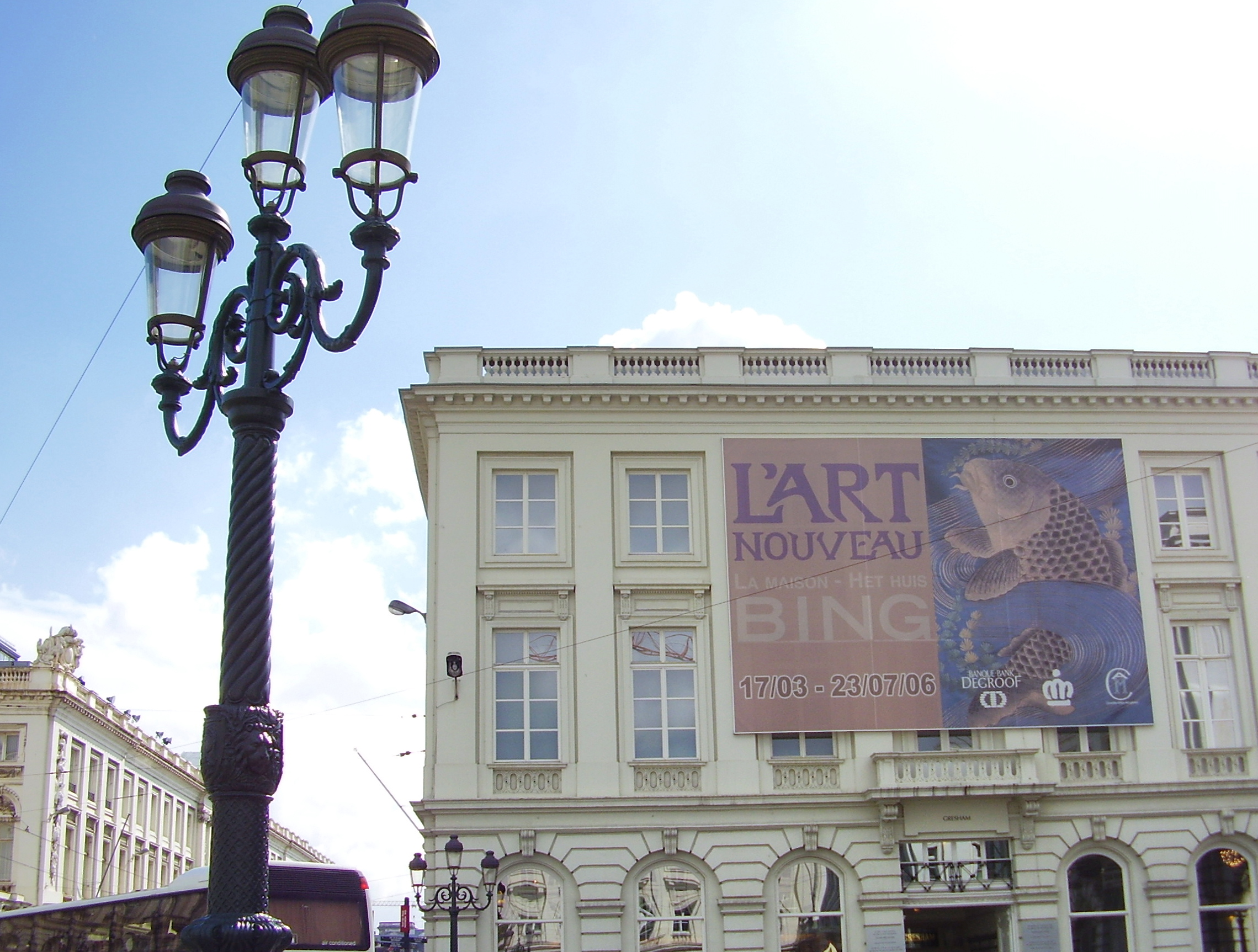
Exposition La Maison Bing - L'Art Nouveau Bruxelles

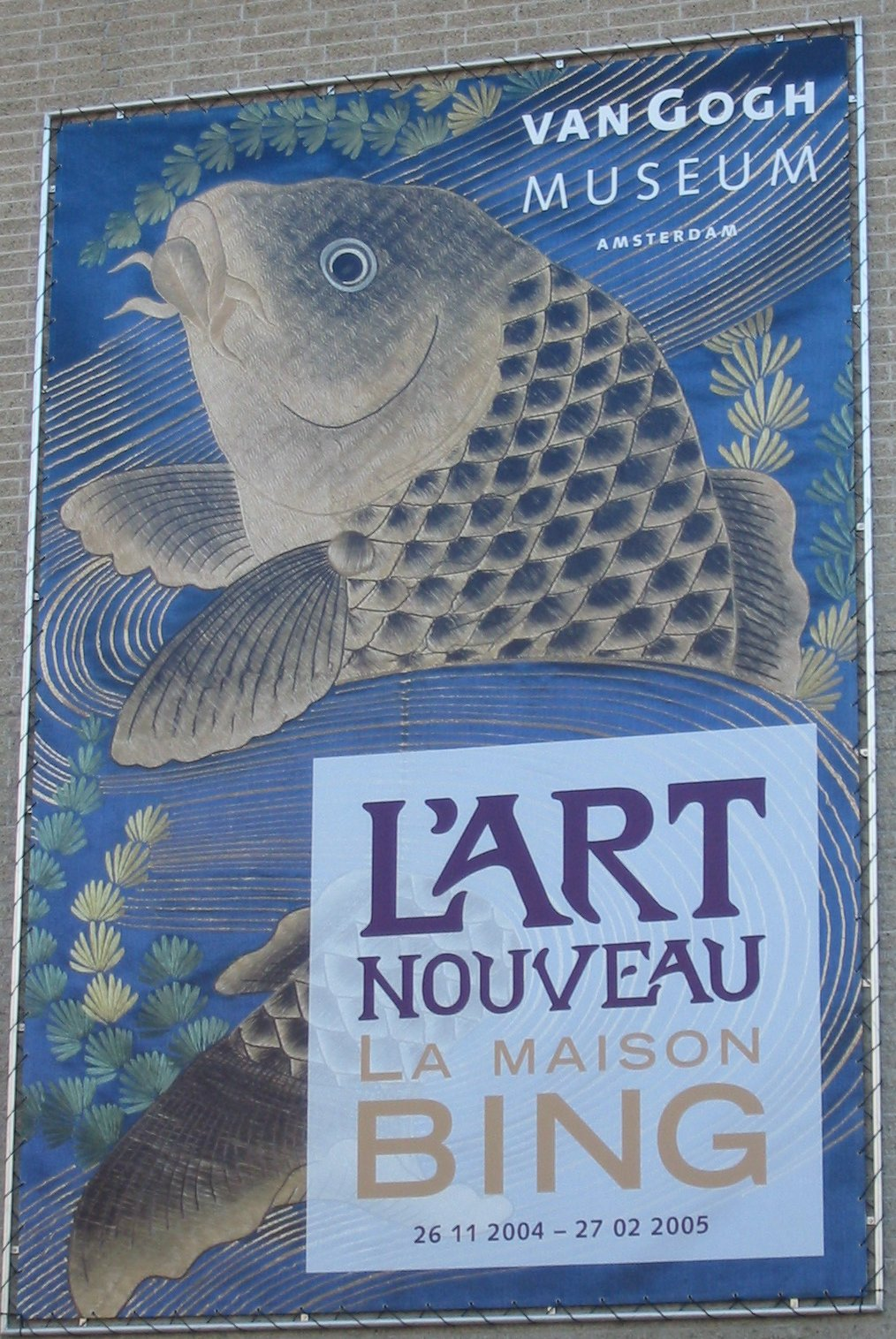
2005年にゴッホ美術館で開かれたサミュエル・ビングに関する展覧会のポスター

サミュエル・ジークフリート・ビング（Samuel Siegfried Bing 1838年2月26日 - 1905年9月6日）はパリで美術商を営んだユダヤ系ドイツ人で1871年にフランスに帰化。日本の美術・芸術を欧米諸国に広く紹介し、アール・ヌーヴォーの発展に寄与したことで有名。

## 経歴
ハンブルクで生まれる。実家は祖父の代からフランスの陶器やガラス器の輸入業をしていた。1850年代に父親がパリに店を開き、1854年にフランス中央部に小さな磁器製作所を買い取ったのをきっかけに、ハンブルクで学業を終えたのち渡仏。1868年にまたいとこのヨハンナ・ベアと結婚。父親からビジネスの訓練を受け、普仏戦争後に日本美術を扱う貿易商となり、1870年代にパリに日本の浮世絵版画と工芸品を扱う店をオープンして成功する。初来日は1875年。日本を訪れた後に古いものから近代のものまで幅広く扱うようになる。モンソー公園に近いパリ8区ヴェズレ通り (rue Vézelay) のアパルトマンを日本の物品で一杯にし、建築家のアンリ・ヴァン・デ・ヴェルデや宝石細工師のアンリ・ヴェヴェール、美術蒐集家のレイモン・ケクラン、美術評論家のユリウス・マイヤー＝グラーフェ、美術史家のガストン・ミジョン、写真家のウーグ・クラフトなど、流行に敏感な美術関係者などを招いて楽しませた。
ゴッホが初めて浮世絵を目にしたのもビングの店と言われており、ブリュッセルのベルギー王立美術館が所蔵する4000点の浮世絵もビングから購入したコレクターのものである。またドイツ・ハンブルク美術工芸博物館の日本美術コレクションも、ビングの収集品を基にしており、同博物館の根幹を成すユーゲントシュテイル（仏語：アールヌーヴォー）・コレクションの道筋を作ったともされる。そのほか、パリ・ルーヴル宮の装飾美術博物館はもとより、オランダのライデン国立考古学博物館、ロンドンのヴィクトリア&アルバート博物館など、ヨーロッパ各地の美術館に日本美術を納品した。
1888年より1891年まで、日本美術を広く伝えるために複製図版と挿絵が掲載された『芸術の日本』（Le Japon artistique）という大判の美術月刊誌を40冊発行し、展覧会も企画した。毎号数多くの美しい浮世絵で彩られた『芸術の日本』は、フランス語、英語、ドイツ語の3か国語で書かれ、美術情報だけでなく、詩歌、演劇、産業美術といった各分野の識者による寄稿によって日本文化そのものへの理解に貢献した。ビングが1890年に開催したエコール・デ・ボザールでの展覧会で浮世絵を見た美術愛好家のレイモン・ケクランは、その衝撃を「何という驚きだったろう。2時間にわたって私は、その鮮やかな色彩に熱狂していた。花魁、母親の姿、風景、役者、すべてに見とれた。展覧会で売られているカタログと参考書を鞄の中に詰めこみ、その夜私はむさぼるように読んだ」と記した。また、同展覧会の組織委員の一人だったエドモン・ド・ゴンクールの友人ジェルベール夫人のもとで働いていたマドレーヌ・ヴィオネも浮世絵に衝撃を受け、浮世絵の収集を始めた。ヴィオネは後に、“バイアス・カット”という洋裁の画期的な裁断法を発見するが、このアイデアを組み立てていく際の土台になった一つが着物の直線的な裁断であった。ビングはこのときの企画によって、レジオンドヌール勲章を受けている。
1895年には、9区プロヴァンス通りに、アンリ・ヴァン・デ・ヴェルデの内装により、「アール・ヌーヴォーの店」（Maison de l' Art Nouveau）の名で画商店を開いた。日本美術だけでなく、ルネ・ラリックやティファニーなど、同時代の作家の工芸品も多数扱い、店はアール・ヌーヴォーの発源地として繁盛した。こうして新しい美術の潮流を牽引し、ジャポニスムブームの一翼を担ったが、初期の蒐集がそれほど美術的な価値がないものであったことを知って嫌気がさしたことなどから、1904年に店を閉じて同9区サン＝ジョルジュ通りに移転、経営を息子に譲って、翌年、パリ近郊ヴォークレッソンにて67歳で亡くなった。
なお、妻ヨハンナの兄マルチン・ミカエル・ベアは日本に長年暮らし武器輸出の会社ベア商会を経営していた。日本人女性の荒井ろくと結婚し、照子という娘をもうけた。ベアが離日後会社は高田慎蔵が引き継いで高田商会となり、ベアの娘の照子は高田慎蔵の養女となり、男爵原田一道の息子・原田豊吉と結婚し、原田熊雄を生んだ。ベアはフランスに渡り、現地女性と結婚し、当地で没した。

## 年譜
- 1838年 ジークフリート・ビングとして誕生
- 1854年 渡仏
- 1868年 結婚
- 1871年 フランス国籍を取得し、サミュエル・ビングに改名[13]
- 1874年 義兄のベアら在日外国人たちが東京で発足させた「東アジア協会」に参加[2]
- 1875年 美術品買い付けのため来日
- 1876年 パリのドゥルオー競売所に出品[2]
- 1878年 1878年パリ万博に出展、ジャポニスムの高揚に大いに貢献
- 1880年 美術品買い付けのため来日[2]
- 1881年-1882年 美術品買い付けのため来日し、横浜と神戸に支店開設[14]
- 1883年 ジョルジュ・プティ画廊で開催された大がかりな「日本美術回顧展」に参加[14]。フェロノサなどを会員とする龍池会の後援で「日本画家展覧会」をパリの産業館で開催[2]
- 1888年5月-1891年4月 月刊誌『芸術の日本』出版
- 1888年 パリの自店で日本版画の展覧会を開催。ニューヨーク五番街にショールームをオープン[13]
- 1890年 パリのエコール・デ・ボザールで日本版画の展覧会を開催
- 1895年 パリに「アール・ヌーヴォーの家」を開店。北斎について、ゴンクールと論争[2]
- 1900年 1900年パリ万博にてジョルジュ・ド・フールが内装した「アール・ヌーヴォー・ビング館」を出展[14]。日仏協会（Société Franco-Japonaise）」の創立メンバーとなる
- 1904年 プロヴァンス通りの店をたたんでサン＝ジョルジュ通りに移転[2]
- 1905年 死亡
- 2005年 アムステルダムのゴッホ美術館で「アール・ヌーヴォー、ビング帝国」展が開催された[15]